# 新地球 (異世奇人)
〈新地球〉（英語：New Earth）是英國科幻電視劇《異世奇人》系列2的第1集，2006年4月15日播映。本劇的編劇為拉塞爾·T·戴維斯，占士·夏維斯負責執導。演員方面，則有新登場的大衛·田納特飾演博士，比莉·派佩飾演羅斯·泰勒。此外，於《世界末日》中的配角卡珊德拉和保依臉（Face of Boe）再次出現，為他們配音的是佐伊·沃納梅克及斯培恩·羅杰。
本集講述博士和泰勒來到公元5億023年，一個由人類建造的人工星球—新地球。在這兒，二人遇到執意要向他們報復的卡珊德拉。同時，他們發現當地一家醫院利用複製人進行活體研究。這集在首播時英國共有862萬人收看，評論以正面為主。

## 劇情
博士和泰勒乘坐TARDIS來到公元5億023年的「新地球」。原來，在地球被太陽燒成焦土後，移居於宇宙各處的地球人對地球無比思念。故此，他們在M87一帶建立了一個新的地球。在「新地球」的紐約登陸後，博士收到某人的邀請來到當地一家醫院。在這兒，博士遇到故友保依臉。醫院的護理人員、半人半貓的「香信徒」告訴博士，保依臉壽數將即，並指他會在去世前把一個大秘密轉告給「一個無家的浪人」。
另一方面，於《世界末日》一集大難不死的卡珊德拉被實驗室失敗品齊內救活，並躲在醫院內。她得悉博士和泰勒來到醫院後就決意向二人報復。為此，她偷偷把泰勒帶醫院底層，並與她交換身份。被卡珊德拉附體的泰勒隨後找到博士。博士指，他在參觀醫院過後發現這兒的科技太過先進，一切不可能治癒的疾病都能在短短的時間內治好。故此，他相信這醫院有不可告人的秘密。於是，他與泰勒在醫院四處打探。果然，他們在被隱藏的深切治療部發現醫方正在利用複製人進行病菌培植，以研究出治療絕症的藥物。此時，「香信徒」現身，她堅稱複製人不是生命，故這研究沒有違法的。博士大憤，痛斥她顛倒是非，又問她是否對泰勒動了手腳，使得她「有些不正常」。此時，卡珊德拉現身，又把博士弄昏。「香信徒」試圖襲擊卡珊德拉，非但沒有成功，反而使卡珊德拉放走了所有複製人逃離深切治療部。
這些喪屍般的複製人不受控制地與醫院的人接觸，使得被接觸者受到感染。卡珊德拉深知闖出大禍，故又重施故技，與博士交換身份。複製人繼續追擊博士等人。眾人無處可逃，泰勒呼籲卡珊德拉離開博士，因只有他才知道如何是好。果然，博士回復真身後隨即帶領眾人逃出生天。然而，卡珊德拉又與其中一名複製人交換身體後再依附泰勒的身體。在離開泰勒的身軀後，泰勒意識到複製人四處接觸他人並非為了傳染疾病，而是太過寂寞，想與人接觸而已。
博士聞之，立即把醫院所有的藥水淋到複製人身上。果然，複製人全都病好。隨後，警察把「香信徒」逮捕。另一方面，博士與保依臉會見，後者卻說他們還有一次見面機會，介時他會說出那秘密。語畢，保依臉離開醫院。同時，卡珊德拉請求博士不要殺她，齊普願意被她附身。於是，博士把被卡珊德拉上身的齊普帶到她年青時，齊普在讚美卡珊德拉後死在自己懷中。博士和泰勒隨後離開。

### 前後連接
這是保依臉繼〈世界末日〉後再次出現。此後，他還在〈封閉高速〉出場，並向博士透露一個重要的秘密。另外，博士於本集到訪醫院時看一名患上石化症的病人，這病其實在較早前出版的《異世奇人》衍生小說《石化泰勒》中提過。

## 製作
拉塞爾·T·戴維斯指泰勒在《異世奇人》中表現得很有趣，故此他會在這集中向觀眾呈現泰勒風趣的一面。本集大部份的鏡頭大多在室內拍攝，醫院的戲取景於威爾斯千禧中心內以及紐波特的特雷迪加宅第。醫院外的景色其實是取自高爾半島﹔而博士帶卡珊德拉到的夜店是一家位於卡迪夫灣的餐廳 。

## 發行和反響
〈新地球〉2006年4月15日晚上在英國BBC One首播。初步的收視報告指，英國當晚共有830萬人收看這集。在隨後發報的調查中，收看人數增加至862萬人。欣賞指數方面，這集的得分是85分。
IGN在10分為滿分下給了這集7.2分，認為這集雖然「很有娛樂性」，其中的幾幕比如博士和保依臉的對話以及卡珊德拉與眾人交換身體均趣味十足，但戲劇效果沒有上一集〈聖誕入侵〉這麼好。《SFX》則讚揚這集精彩又有趣。

## 資料來源
1. ↑  Radio Times, 8–14 April
2. ↑  . BBC.   [2012-03-29].
3. ↑  . BBC.   [2010-05-30]. （原始内容存档于2020-10-31）.
4. ↑  . BBC News. 2006-04-16  [2007-01-21]. （原始内容存档于2021-02-11）.
5. ↑  . Broadcasters' Audience Research Board.   [2012-03-29]. （原始内容存档于2011-02-13）.
6. ↑  , Doctor Who Magazine: Series Two Companion (14 - Special Edition), 9 November 2006, (14 - Special Edition)
7. ↑  Haque, Ahsan. . IGN. 2006-10-02  [2011-08-15]. （原始内容存档于2012-06-06）.
8. ↑  Setchfield, Nick. . SFX. 2006-03-30  [2012-03-23]. （原始内容存档于2006-05-09）.

## 外部連結
- TARDISODE 1 （页面存档备份，存于）
- Episode commentary with David Tennant, Russell T Davies and Phil Collinson (MP3)
- "New Earth" episode homepage （页面存档备份，存于）
- "New Earth" 在 BBC《異世奇人》的主頁
- "New Earth" 在 異世奇人: 時間（旅行）簡史
- "New Earth" 在 異世奇人參考導覽
- "New Earth"  在 Outpost Gallifrey
- BBC's "New Earth" image gallery （页面存档备份，存于）
- New Earth as Planet Name in Science Fiction
- 互联网电影数据库上新地球的资料（英文）